# Copa del Generalísimo de baloncesto 1949
La Copa del Generalísimo de baloncesto o el Campeonato de España 1949 fue la número 13.º, donde su final se disputó en el Palacio de Deportes del Club América de Madrid el 16 de mayo de 1949.

## Ronda clasificatoria
Los partidos de ida se jugaron el 24 de abril y los de vuelta el 26 y 27 de abril.
| Equipo 1              | Agr.  | Equipo 2   | Ida   | Vuelta |
| --------------------- | ----- | ---------- | ----- | ------ |
| CB Canarias de Madrid | 67–86 | Canoe NC   | 26–37 | 41–49  |
| CF Barcelona          | 81–67 | UE Montgat | 51–30 | 30–37  |

## Cuartos de final
Los partidos de ida se jugaron el 1 de mayo y los de vuelta el 5 de mayo.
| Equipo 1                  | Agr.   | Equipo 2     | Ida   | Vuelta |
| ------------------------- | ------ | ------------ | ----- | ------ |
| Real Madrid CF            | Exento |              |       |        |
| Club Juventud de Badalona | Exento |              |       |        |
| GC Covadonga              | 29–63  | Canoe NC     | 16–10 | 13–53  |
| UD Huesca                 | 74–91  | CF Barcelona | 37–43 | 37–48  |

## Fase final
Todos los partidos se disputan en el nuevo Palacio de Deportes, sito en la calle Blasco de Garay, 67.
| Pos. | Equipo                    | PJ | G | P | PF  | PC  | DP  | Pts | Clasificación |       | CFB | RMA   | CAN   | JUV   |
| ---- | ------------------------- | -- | - | - | --- | --- | --- | --- | ------------- | ----- | --- | ----- | ----- | ----- |
| 1    | CF Barcelona              | 3  | 2 | 1 | 115 | 91  | +24 | 5   | Campeón       |       | —   | 46–33 | 36–20 | –     |
| 2    | Real Madrid CF            | 3  | 2 | 1 | 130 | 133 | −3  | 5   |               |       | –   | —     | 36–30 | 61–57 |
| 3    | Canoe NC                  | 3  | 1 | 2 | 87  | 108 | −21 | 4   |               | –     | –   | —     | 37–36 |       |
| 4    | Club Juventud de Badalona | 3  | 1 | 2 | 131 | 131 | 0   | 4   |               | 38–33 | –   | –     | —     |       |

 Fuente: Linguasport
| Campeón de la Copa del Generalísimo 1949 |
| ---------------------------------------- |
| CF Barcelona 5.º título                  |